# 아그니에슈카 크루쿠브나
아그니에슈카 크루쿠브나(Agnieszka Krukówna, 1971년 3월 20일 ~ )는 폴란드의 배우이다.